# Beșghioz, Găgăuzia
Beșghioz (în găgăuză Beşgöz) este un sat din Unitatea Teritorială Administrativă Găgăuzia, Republica Moldova.

## Demografie

### Structura etnică
Structura etnică a localității conform recensământului populației din 2004:
| Grup etnic                    | Populație | % Procentaj |
| ----------------------------- | --------- | ----------- |
| Găgăuzi                       | 3.153     | 92,98%      |
| Ruși                          | 76        | 2,24%       |
| Bulgari                       | 66        | 1,95%       |
| Băștinași declarați Moldoveni | 46        | 1,36%       |
| Ucraineni                     | 35        | 1,03%       |
| Țigani                        | 1         | 0,03%       |
| Alții                         | 14        | 0,41%       |
| Total                         | 3.391     | 100%        |

## Administrație și politică
Componența Consiliului local Beșghioz (13 consilieri), ales la 5 noiembrie 2023, este următoarea:
|  | Partid                                    | Consilieri | Componență | Componență | Componență | Componență | Componență | Componență | Componență |
|  | ----------------------------------------- | ---------- | ---------- | ---------- | ---------- | ---------- | ---------- | ---------- | ---------- |
|  | Candidat independent MIHAIL MOȘAT         | 1          |            |            |            |            |            |            |            |
|  | Candidat independent ANATOLI CARASTOIANOV | 1          |            |            |            |            |            |            |            |
|  | Partidul „Renaștere”                      | 7          |            |            |            |            |            |            |            |
|  | Candidat independent VITALIE BRATAN       | 1          |            |            |            |            |            |            |            |
|  | Candidat independent NINA EFTENI          | 1          |            |            |            |            |            |            |            |
|  | Candidat independent IVAN CAMBUR          | 1          |            |            |            |            |            |            |            |
|  | Candidat independent NICOLAI CARA         | 1          |            |            |            |            |            |            |            |

## Personalități

### Născuți în Beșghioz
- Mihail Formuzal (n. 1959), politician găgăuz, bașkan al UTA Gagauz-Yeri în perioada 2007–2015
- Victor Efteni (n. 1973), luptător ucrainean, campion european